# Zona Sul de São Paulo
A Zona Sul de São Paulo ou ZS é formada popularmente pelas subprefeituras e distritos pertencentes tanto à Zona Centro-Sul quanto à Zona Sul, duas áreas administrativas oficiais da Prefeitura de São Paulo. 
Integrantes da Zona Centro-Sul, são as subprefeituras: de Santo Amaro, de Vila Mariana, do Jabaquara e seus respectivos distritos são popularmente integrados a essa região. A  Subprefeitura do Ipiranga também está integrada popularmente à região, assim como os distritos de Morumbi e Itaim Bibi. Já a Região Administrativa Sul estabelecida pela Prefeitura de São Paulo engloba as Subprefeituras da Capela do Socorro, de Campo Limpo, de Cidade Ademar, de Parelheiros, e do M'Boi Mirim. De acordo com o censo de 2000, tem uma população de  2.038.638 habitantes e renda média por habitante de R$ 2.544,50.
É composta por uma grande variedade de bairros, que vão desde áreas nobres como Campo Belo, Brooklin Velho, Panamby, Moema e Vila Nova Conceição, até regiões populares como Capão Redondo, Grajaú e Jardim Ângela. Cada distrito possui sua própria história e características, refletindo a diversidade social e cultural da região. Além disso, bairros como Ipiranga têm grande importância histórica nacional, pois foi ali, no Parque da Independência, que Dom Pedro I proclamou a independência do Brasil em 1822. De área rural e isolada, tornou-se uma das regiões mais populosas e dinâmicas da cidade, abrigando milhões de pessoas e uma rica diversidade de culturas, estilos de vida e paisagens. Em resumo, sua economia é caracterizada pela forte presença do setor de serviços, comércio diversificado, polos empresariais e industriais, além de atividades ligadas ao turismo, lazer e cultura.

## História
Antes da urbanização, a região era composta por vastas áreas de mata atlântica, rios e várzeas, habitadas por povos indígenas. Com a expansão da cidade, especialmente a partir do final do século XIX, começou a ser ocupada por chácaras, sítios e propriedades rurais, cenário que mudaria radicalmente nas décadas seguintes.
Até 1935, uma parte significativa da atual ZS era o município de Santo Amaro (1832-1935), que possuía administração própria e uma identidade bastante distinta da capital. Em fevereiro de 1935, Santo Amaro foi oficialmente anexado à cidade de São Paulo, e seu território foi dividido em vários distritos, como Capela do Socorro, Campo Limpo, Cidade Ademar, Parelheiros e M'Boi Mirim. O antigo centro administrativo de Santo Amaro corresponde hoje ao distrito homônimo.
Caminho das Tropas em detalhe do mapa "Brazil" (1844), de John ArrowsmithO processo de urbanização da região foi marcado por grandes desafios. Até meados do século XX, a região ainda era predominantemente rural, com muitos bairros isolados e carentes de infraestrutura básica. A construção das represas de Guarapiranga (finalizada em 1908) e Billings, inicialmente para geração de energia e abastecimento de água, transformou a paisagem local e atraiu tanto moradores de alto poder aquisitivo quanto populações populares em busca de moradia acessível.
A partir dos anos 1950, a expansão dos transportes, especialmente ônibus e automóveis, facilitou o acesso à região, estimulando o surgimento de novos bairros e loteamentos. O bairro Cidade Dutra, por exemplo, nasceu de um conjunto residencial para funcionários públicos e ferroviários, e logo se estruturou com escolas, comércio e serviços.
Durante as décadas de 1960 e 1970, a dificuldade de acesso e a carência de infraestrutura estimularam o surgimento de movimentos comunitários, como as Sociedades Amigos de Bairro, que lutavam por melhorias e representavam os interesses dos moradores junto ao poder público. Esses movimentos foram fundamentais para a consolidação da identidade dos bairros e para a conquista de direitos básicos.
Apesar dos avanços, ainda enfrenta desafios relacionados à desigualdade social, acesso a serviços públicos e preservação ambiental, especialmente nas áreas próximas às represas e mananciais. 

## Geografia
O relevo é bastante variado, refletindo as principais formas geomorfológicas do Estado de São Paulo. A região apresenta áreas de planaltos, depressões periféricas e colinas suaves, especialmente nas proximidades das represas Guarapiranga e Billings. O relevo é resultado da ação de forças internas (endógenas) e externas (exógenas), que modelaram a superfície ao longo do tempo. 
Um dos elementos geográficos mais importantes é a Cratera de Colônia, localizada no distrito de Parelheiros. Trata-se de uma formação circular com cerca de 3,6 km de diâmetro, originada provavelmente pelo impacto de um meteorito há cerca de 36 milhões de anos. A cratera é considerada um dos poucos exemplos desse tipo no Brasil e abriga um bairro inteiro em seu interior, além de áreas de mata atlântica preservada.
O clima predominante é o Tropical de altitude, com temperaturas médias anuais entre 20°C e 22°C. Em áreas próximas às represas e regiões de mata, o clima tende a ser mais ameno e úmido, devido à presença de vegetação e corpos d’água. Já nas áreas urbanizadas, observa-se o fenômeno das ilhas de calor, com temperaturas mais elevadas.
Abriga distritos de alta densidade populacional, como Capão Redondo, Campo Limpo e Grajaú, além de áreas menos povoadas, como Parelheiros e Marsilac. A densidade demográfica varia bastante, refletindo a diversidade socioeconômica e o padrão de ocupação do solo. Enquanto bairros centrais e periféricos concentram grandes populações, as áreas de proteção ambiental apresentam baixa densidade.
A região é cortada por importantes rios, como o Rio Pinheiros e o Rio Jurubatuba, além de abrigar as duas maiores represas da cidade: Billings e Guarapiranga: fundamentais para o abastecimento de água da cidade e para o lazer, cercada por áreas de mata atlântica.

## Demografia
Segundo o Censo 2022, essa parte da cidade foi responsável por grande parte do crescimento populacional na última década, recebendo 149 mil dos 198 mil novos habitantes de São Paulo. O distrito do Grajaú, por exemplo, é o mais populoso da capital, com 384.873 moradores, seguido por Jardim Ângela (311.432) e Capão Redondo (270.767). Esses números mostram a forte concentração populacional em áreas periféricas, que abrigam grandes comunidades e favelas.
A região também é conhecida por abrigar alguns dos bairros mais valorizados e com melhor infraestrutura da cidade. Entre os distritos mais ricos, destacam-se Vila Mariana, com 127.286 habitantes, sendo um dos bairros mais tradicionais e valorizados, conhecido por sua infraestrutura, oferta de serviços, escolas e proximidade com o centro. Santo Amaro, com 85.349 moradores, mistura áreas residenciais de alto padrão com centros comerciais e empresariais importantes. Campo Belo, com 71.034 habitantes, é marcado por condomínios de luxo, comércio sofisticado e fácil acesso ao Aeroporto de São Paulo-Congonhas. Campo Grande, com 115.925 moradores, apresenta áreas residenciais de classe média e média-alta, com boa infraestrutura. Moema, com 81.899 habitantes, é um dos bairros mais nobres da cidade, conhecido por sua qualidade de vida, comércio de alto padrão e localização privilegiada. Esses distritos apresentam altos índices de desenvolvimento humano, renda média elevada, boa oferta de serviços públicos e privados, além de baixa presença de favelas.
Por outro lado, a mesma região concentra alguns dos distritos mais carentes e populosos da cidade, onde os desafios sociais são mais evidentes. Vila Andrade, com 168.669 habitantes, é um exemplo de contraste social, pois abriga tanto condomínios de alto padrão quanto a favela de Paraisópolis, uma das maiores do Brasil. O distrito ganhou 41 mil moradores em 12 anos, refletindo o crescimento das áreas populares. Grajaú, o mais populoso da cidade, com quase 385 mil habitantes, é marcado por grandes comunidades, carência de infraestrutura e serviços públicos. Jardim Ângela, com 311.432 moradores, é conhecido por sua alta densidade populacional e histórico de vulnerabilidade social. Capão Redondo, com 270.767 habitantes, também enfrenta desafios relacionados à violência, acesso à saúde e educação. Esses distritos apresentam alta densidade demográfica, presença significativa de favelas e ocupações irregulares, além de carência de equipamentos públicos e oportunidades de emprego.
A demografia da região evidencia os contrastes urbanos de São Paulo. Enquanto bairros como Moema, Campo Belo e Vila Mariana oferecem alta qualidade de vida, segurança e infraestrutura, distritos como Vila Andrade, Grajaú e Jardim Ângela enfrentam desafios como falta de saneamento, transporte precário e vulnerabilidade social. A presença de grandes comunidades, como Paraisópolis, destaca a coexistência de riqueza e pobreza em áreas vizinhas.

## Economia
Essa área concentra importantes polos empresariais, centros comerciais, atividades industriais, além de uma forte presença do setor de serviços, que é o principal motor econômico da capital paulista.
Nos bairros mais centrais e valorizados, como Vila Mariana, Moema, Campo Belo e Santo Amaro, predominam atividades ligadas ao comércio, serviços de alto padrão, educação, saúde, tecnologia, gastronomia e entretenimento. Nesses locais, encontram-se grandes shoppings, restaurantes renomados, hospitais, clínicas, escolas e universidades, além de escritórios de empresas nacionais e multinacionais. O setor de serviços é especialmente relevante, englobando áreas como telecomunicações, informática, seguros, transporte, serviços bancários, limpeza, alimentação e turismo.
Santo Amaro, por exemplo, é um dos principais polos empresariais da cidade, abrigando sedes de grandes corporações, centros de convenções, hotéis e uma intensa atividade comercial. A região também se destaca pelo setor de logística, devido à proximidade com importantes vias de acesso, como as avenidas Nações Unidas e Santo Amaro, e ao fácil acesso ao Aeroporto de Congonhas, que impulsiona negócios e eventos.
Em bairros como Campo Grande, Jabaquara e Socorro, observa-se uma economia diversificada, com presença de pequenas e médias indústrias, comércio local, centros de distribuição e serviços variados. O comércio de rua é forte, atendendo tanto à população local quanto a visitantes de outras regiões.
Nas áreas mais periféricas, como Grajaú, Capão Redondo, Jardim Ângela e Vila Andrade, a economia é marcada principalmente pelo comércio popular, pequenos negócios, prestação de serviços e atividades informais. Essas regiões também concentram uma grande quantidade de trabalhadores que se deslocam diariamente para outras partes da cidade em busca de emprego, especialmente nos setores de comércio, construção civil, transporte e serviços gerais.
Além disso, a região sul abriga importantes centros de lazer e turismo, como o Autódromo de Interlagos, o Parque Ibirapuera (na divisa com a região), o Parque da Represa de Guarapiranga e o polo gastronômico de Santo Amaro, que atraem visitantes e movimentam a economia local.

## Infraestrutura urbana
A infraestrutura urbana da região sul de São Paulo é marcada por grandes contrastes, refletindo a diversidade social e econômica de seus bairros. A mobilidade urbana é um dos grandes desafios locais. A área é atendida por uma ampla rede de ônibus urbanos, linhas de metrô – como a Linha 1-Azul, Linha 2-Verde, Linha 5-Lilás e linhas de trens metropolitanos, como a Linha 9–Esmeralda da ViaMobilidade  e a Linha 10–Turquesa da CPTM – além de importantes vias expressas, como a Marginal Pinheiros, Avenida 23 de Maio, Avenida Santo Amaro e Avenida Washington Luís. O Aeroporto de São Paulo-Congonhas, situado no Campo Belo, é um dos principais do país e facilita o acesso aéreo à região.
Apesar dessa estrutura, o trânsito intenso e os congestionamentos são frequentes, especialmente nos horários de pico. O transporte coletivo tem papel fundamental, mas ainda enfrenta desafios de superlotação e integração entre os diferentes modais. A região também conta com ciclovias, como a Ciclovia Rio Pinheiros, que incentiva o uso de bicicletas como alternativa de deslocamento.
No campo da educação, a oferta é bastante diversificada. Nos bairros mais centrais e valorizados, como Vila Mariana, Moema e Santo Amaro, há escolas públicas e privadas de alto padrão, além de universidades renomadas e como a ESPM e a UNIFESP. Em áreas periféricas, a presença de escolas públicas é significativa, mas ainda há desafios quanto à qualidade do ensino e à infraestrutura das unidades escolares, refletindo desigualdades históricas da cidade.
A região sul oferece diversas opções de lazer, cultura e esportes. Destacam-se o Parque Ibirapuera, o Parque Burle Marx, o Autódromo de Interlagos e a Represa de Guarapiranga, que atrai moradores para atividades náuticas e de lazer ao ar livre. Shoppings centers, centros culturais, casas de shows e restaurantes sofisticados também fazem parte da oferta de lazer, especialmente nos bairros mais centrais. Nas áreas periféricas, espaços de lazer são mais escassos, mas há iniciativas comunitárias, praças e centros esportivos que buscam suprir essa demanda.
A segurança pública é um tema sensível na região. Enquanto bairros como Moema, Campo Belo e Vila Mariana apresentam baixos índices de criminalidade e contam com policiamento ostensivo, áreas como Capão Redondo, Jardim Ângela e Grajaú enfrentam desafios relacionados à violência urbana, tráfico de drogas e presença de facções criminosas. O Estado mantém presença significativa mesmo nas áreas periféricas, com delegacias, batalhões da Polícia Militar e programas de policiamento comunitário. No entanto, a qualidade e a sensação de segurança variam bastante entre os diferentes bairros, refletindo a segregação urbana e as desigualdades sociais.

## Cultura
A cultura é vibrante, plural e marcada por uma intensa produção artística, esportiva e de lazer, refletindo a diversidade de seus moradores e a riqueza histórica da cidade. A área abriga alguns dos mais importantes museus e centros culturais do Brasil. O Parque do Ibirapuera, um dos cartões-postais da cidade, concentra o Museu de Arte Moderna de São Paulo (MAM), com um acervo de milhares de obras de artistas nacionais e internacionais, e o Museu Afro Brasil, referência na valorização da cultura negra e afro-brasileira, promovendo exposições, cursos, palestras e eventos culturais. O Museu de Arte Contemporânea da Universidade de São Paulo (MAC) da USP, projetado por Oscar Niemeyer, também está na região e é palco de exposições e eventos artísticos de destaque.
Outro espaço fundamental é o Centro Cultural São Paulo (CCSP), que reúne bibliotecas, galerias, teatro, cinema e uma programação cultural diversificada, além de acervo de música e literatura. A Cinemateca Brasileira localizada no bairro da ,Vila Mariana é referência nacional na preservação e difusão do patrimônio audiovisual brasileiro, promovendo mostras, debates e restauração de filmes.
A região preserva importantes bens tombados, como o próprio Parque Ibirapuera,Obelisco de São Paulo, a Oca e o Pavilhão da Bienal, todos reconhecidos pelo valor arquitetônico e histórico. O Jardim Botânico, além de ser um espaço de lazer e pesquisa, também é considerado patrimônio ambiental e cultural da cidade. A Cinemateca Brasileira, instalada em um antigo matadouro municipal, é outro exemplo de bem tombado que se transformou em polo cultural.
O esporte é parte fundamental da vida cultural da região. O Parque do Ibirapuera oferece pistas de corrida, ginásio de esportes, planetário e áreas para prática de yoga, ciclismo e esportes coletivos. O Autódromo de Interlagos é palco do Grande Prêmio do Brasil de Fórmula 1 e de outros eventos automobilísticos, atraindo público nacional e internacional. As represas Billings e Guarapiranga são destinos para esportes náuticos, como stand up paddle, caiaque e vela, além de oferecerem praias urbanas e áreas para lazer ao ar livre.
A região sul é palco de grandes eventos culturais, festivais de música, feiras gastronômicas e encontros de arte urbana. O Auditório Ibirapuera, projetado por Niemeyer, recebe shows de música popular e erudita, enquanto o próprio parque sedia festivais de música, dança e cultura popular. Distritos como Santo Amaro e Campo Limpo são conhecidos por sua produção musical, especialmente no rap e no samba, revelando artistas que ganham projeção nacional. A mídia comunitária também é ativa, com rádios, jornais de bairro e coletivos culturais que divulgam eventos, promovem debates e fortalecem a identidade local.